# Vatra Dornei
Vatra Dornei (pronunciat en romanès: [ˌVatra ˈdornej] ; alemany: Dorna-Watra; hongarès: Dornavátra) és una ciutat del comtat de Suceava, al nord-est de Romania. Es troba a la regió històrica de Bucovina. Vatra Dornei és el cinquè assentament urbà més gran del comtat, amb una població de 14.429 habitants, segons el cens del 2011. Va ser declarat municipi el 2000, sent el municipi més nou i petit del comtat. La ciutat administra tres pobles: Argestru, Roșu i Todireni. Vatra Dornei és un conegut balneari i estació d’esquí a les muntanyes dels Carpats i també acull l’històric casino de Vatra Dornei.

## Geografia
Vatra Dornei es troba al nord-est de Romania, a la part sud-oest del comtat de Suceava, 110 km (68 mi) de Suceava, la capital del comtat. La ciutat de Câmpulung Moldovenesc és de 40 km, la ciutat de Bistrița 85 km (53 a mi), la ciutat de Gura Humorului, 74 km i la ciutat de Broșteni 52 km de distància.
Vatra Dornei es troba a la confluència del riu Bistrița amb el riu Dorna, a la depressió de Dorna. A causa del seu entorn de muntanya, la ciutat és un balneari i una estació d’esquí, una de les estacions més antigues de Romania. Vatra Dornei està connectada al sistema ferroviari nacional romanès i té dues estacions de ferrocarril, Vatra Dornei i Vatra Dornei Băi, tots dos monuments històrics. La ruta europea E58, que uneix la regió de Moldàvia amb Transsilvània, travessa la ciutat.

## Història
El primer esment escrit de l'assentament és del 1592. Juntament amb la resta de Bucovina, Vatra Dornei va estar sota el domini de la monarquia dels Habsburg (després Àustria-Hongria) del 1775 al 1918. Aquest va ser un període de desenvolupament per a la ciutat, que es va convertir en un complex turístic molt conegut a principis del segle xix. Entre 1925 i 1950, Vatra Dornei va formar part de l'antic comtat de Câmpulung. Des de 1950 fins a l'actualitat forma part del comtat de Suceava.
L'històric Casino Vatra Dornei es troba al municipi.

## Demografia
Fins a principis dels anys cinquanta, Vatra Dornei tenia una població ètnicament mixta de romanesos, alemanys, ucraïnesos i jueus. La gran sinagoga i un pintoresc cementiri jueu són testimoni de la presència jueva a la zona.
Vatra Dornei va assolir la seva màxima població el 1992, quan unes 18.500 persones vivien dins dels límits de la ciutat. Llavors, la població de la ciutat va disminuir gradualment. Segons el cens del 2011, Vatra Dornei tenia una població total de 13.659 habitants. D’aquesta població, el 98,65% són romanesos, 0,64% gitanos, 0,23% alemanys (alemanys de Bucovina), 0,22% hongaresos i 0,10% ucraïnesos.
Vatra Dornei és el cinquè assentament urbà més poblat del comtat de Suceava, després de la capital del comtat, Suceava, i de les ciutats de Rădăuți, Fălticeni i Câmpulung Moldovenesc. Vatra Dornei és també el municipi més petit i nou del comtat de Suceava.

## Turisme
Vatra Dornei és una coneguda estació d’esquí a les muntanyes dels Carpats. A prop de la ciutat hi ha pistes d’esquí que atrauen turistes durant la temporada d’hivern. Vatra Dornei està envoltat de grans zones forestals, llocs adequats per practicar el turisme alpí. Hi ha fonts d'aigua mineral als límits de la ciutat i els seus voltants, que van ajudar a l'assentament a desenvolupar-se com a balneari. A finals del segle xix i principis del segle XX Bucovina només tenia dues ciutats termals: Vatra Dornei i Solca.
Vatra Dornei té diversos hotels, dos museus (El Museu Etnogràfic i el Museu de Ciències Naturals) i alguns edificis antics considerats monuments històrics i arquitectònics: el casino, l'edifici principal del balneari, les dues estacions de ferrocarril, l'ajuntament, Sentinela Spring, l'edifici de correus i algunes antigues esglésies.

## Galeria

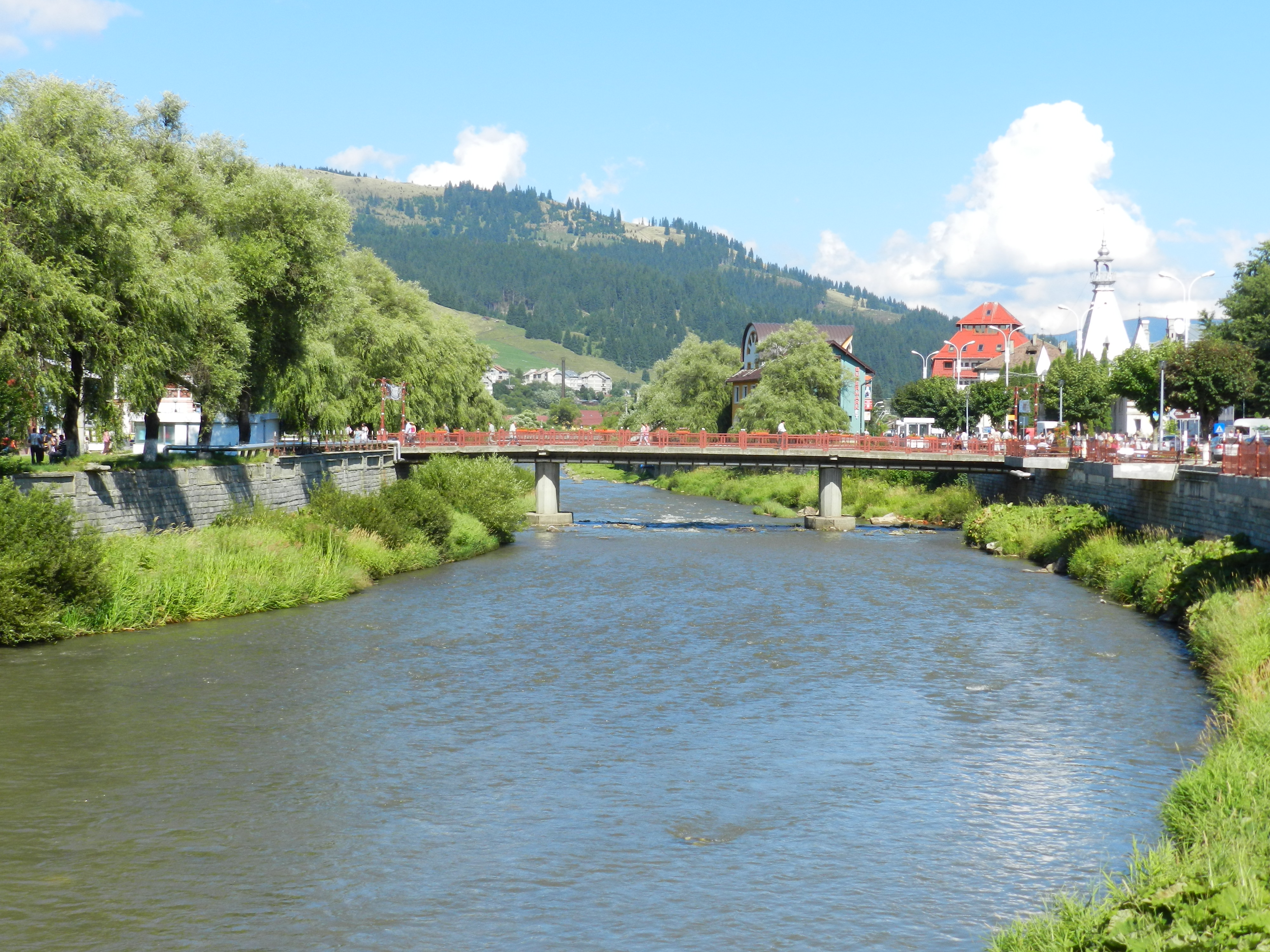
Riu Dorna
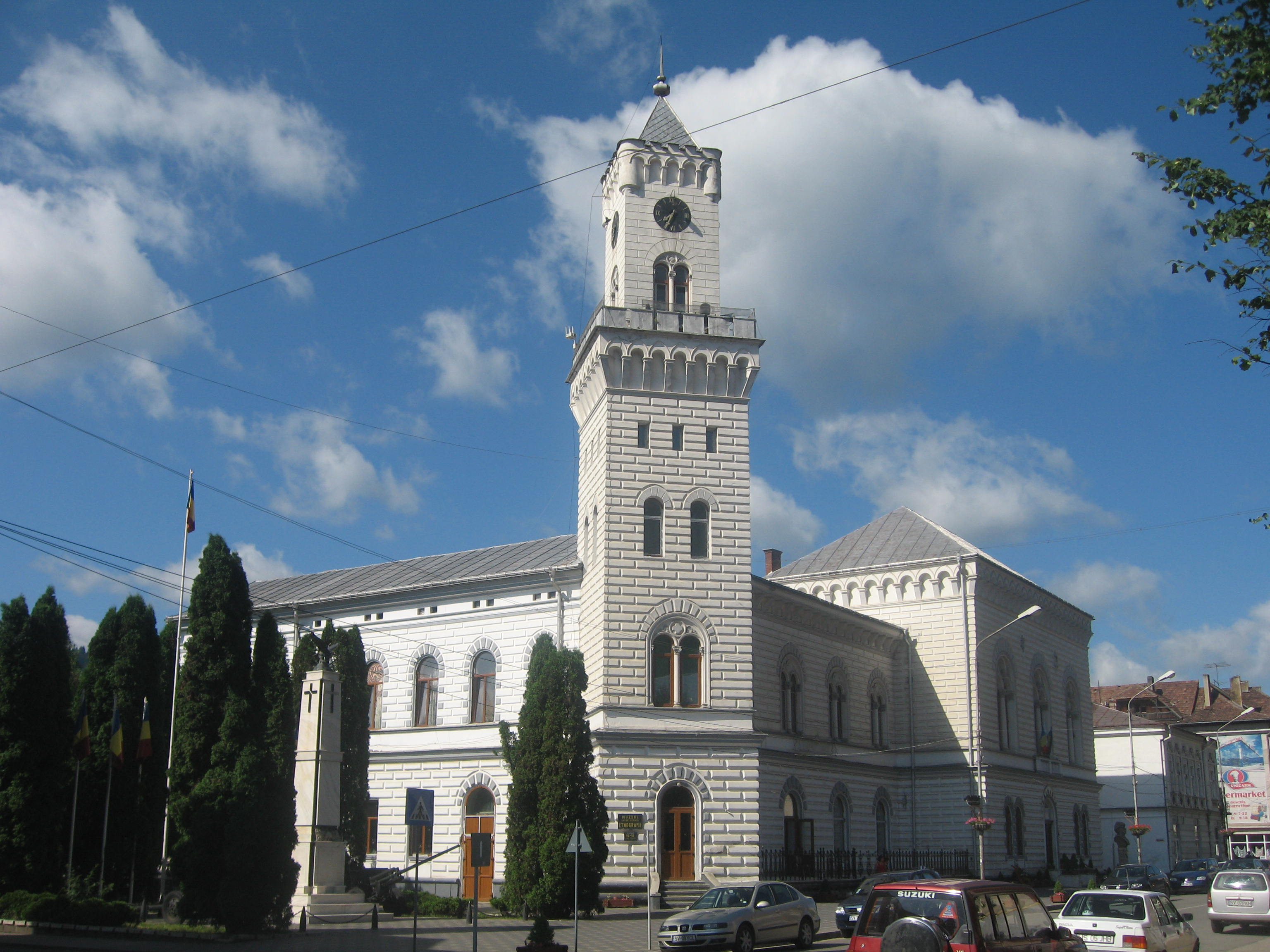
Ajuntament
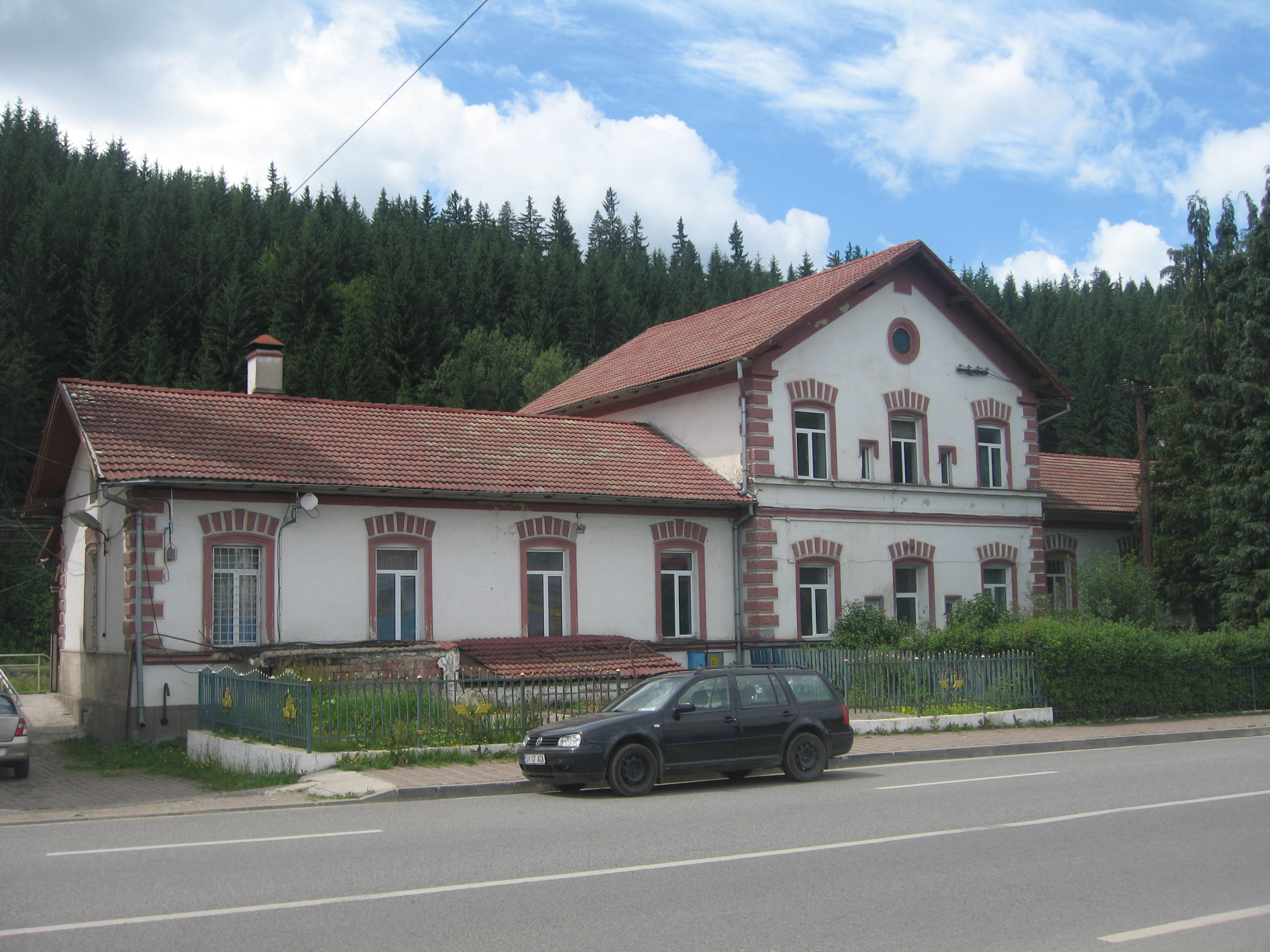
Estació de tren
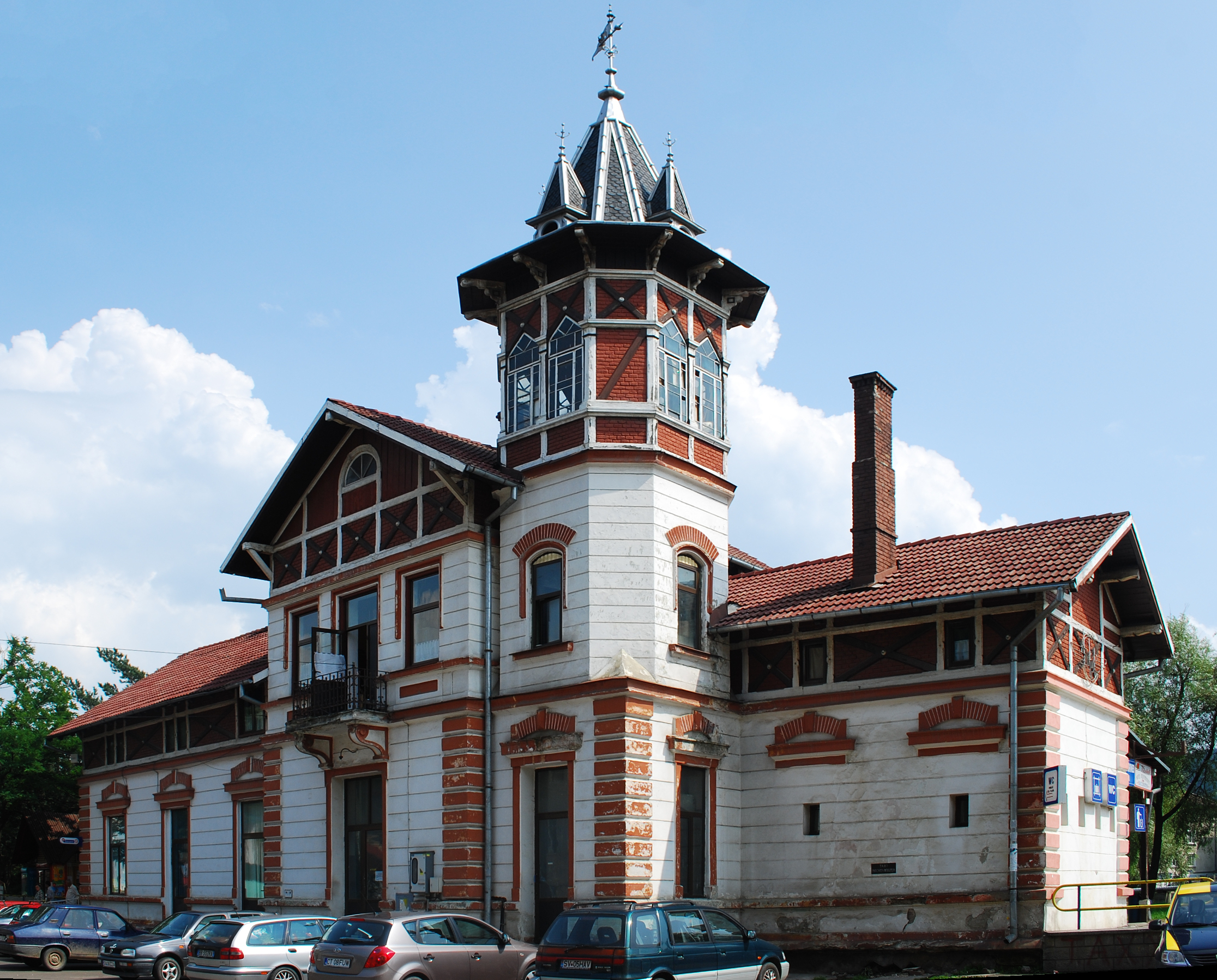
Estació de tren de Vatra Dornei Băi
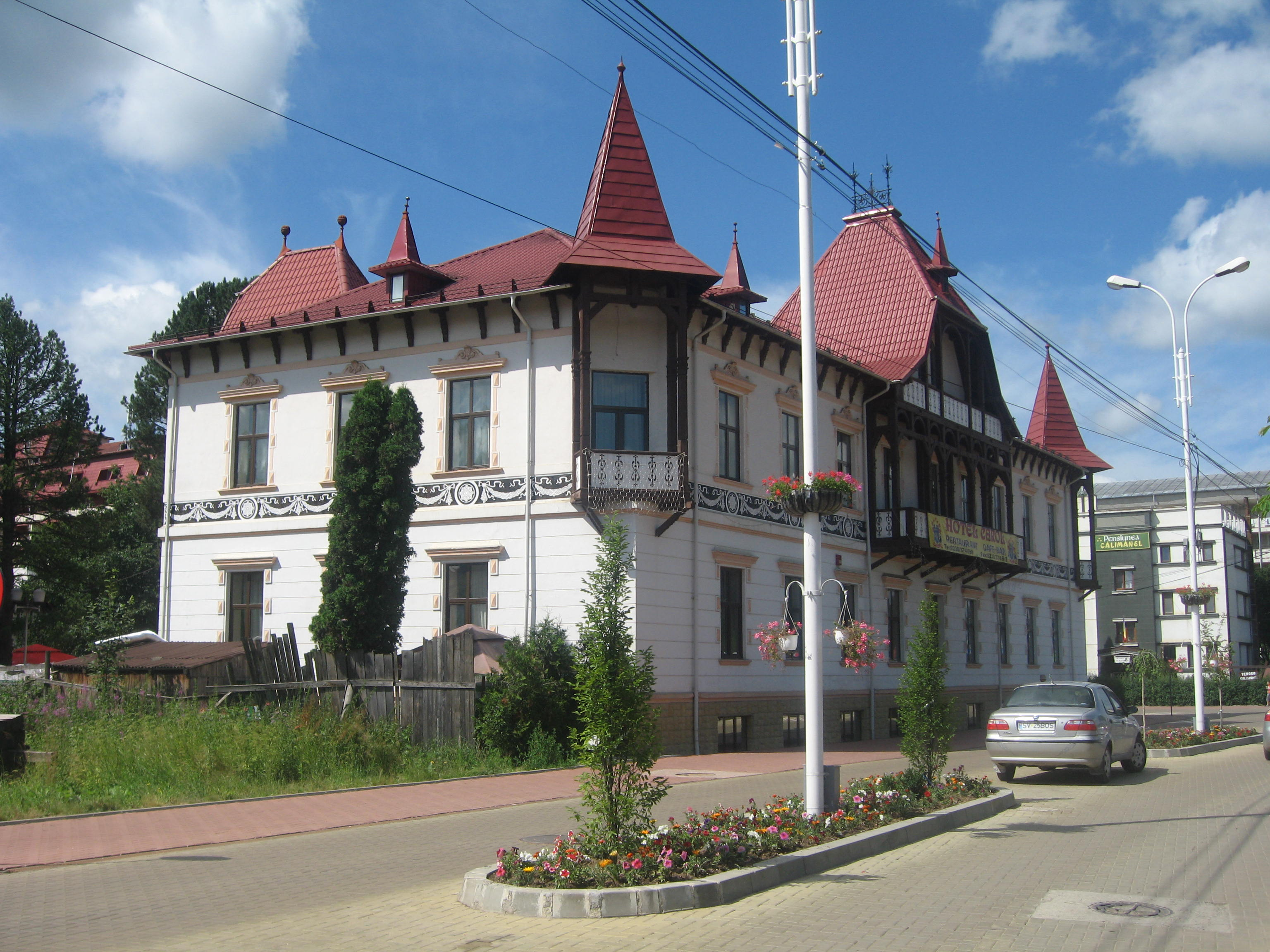
Hotel Carol
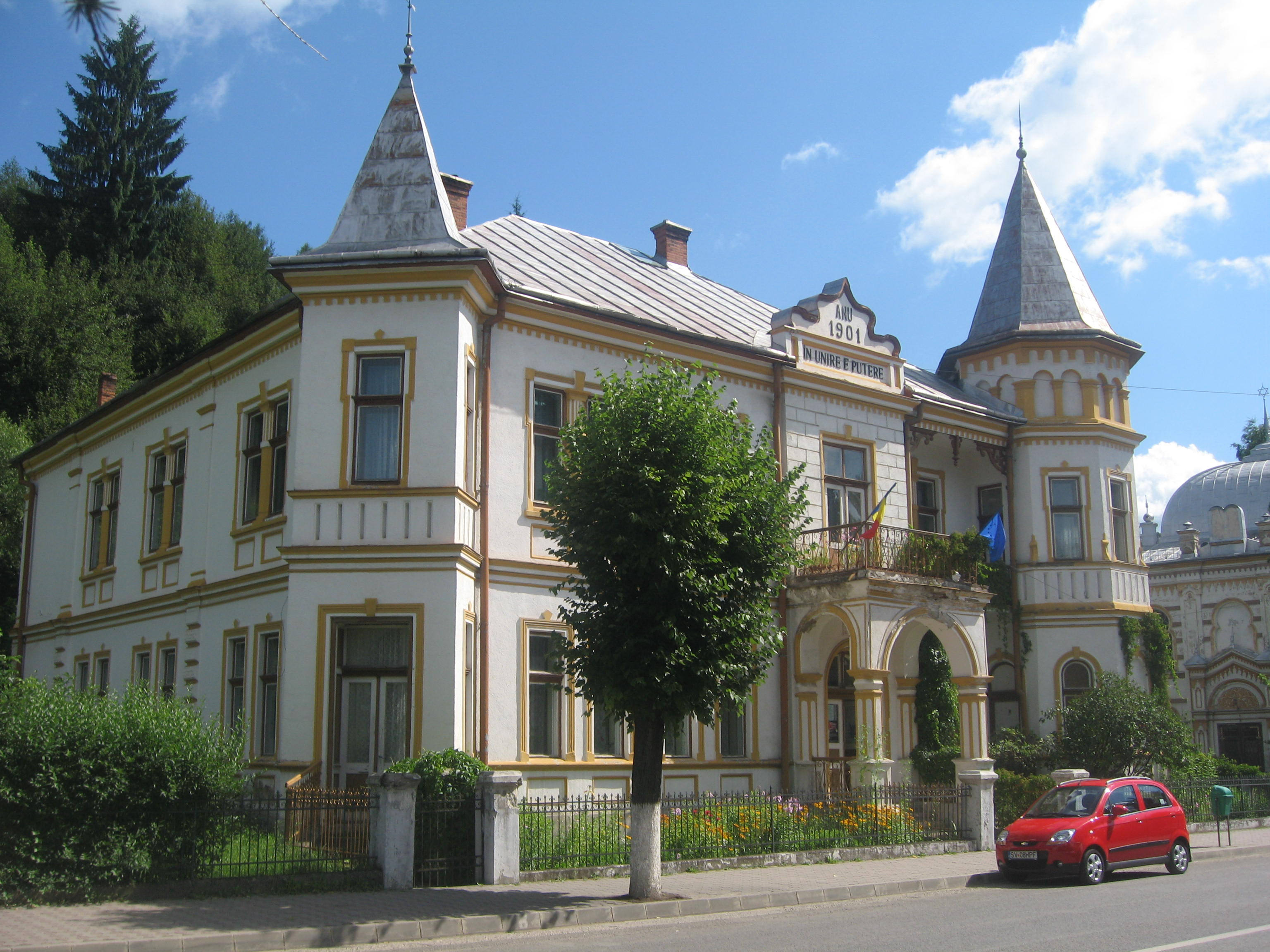
Biblioteca municipal
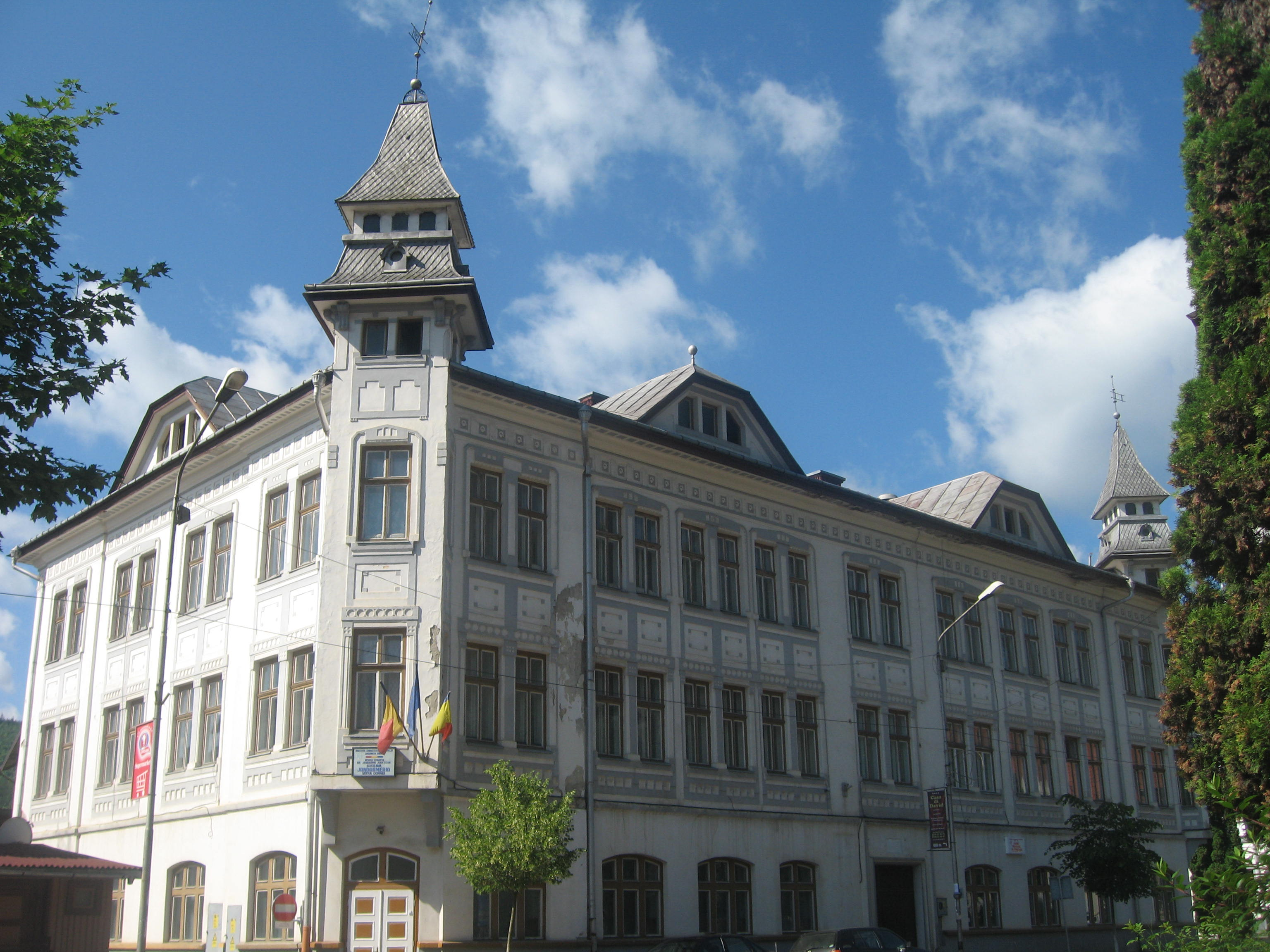
Cort
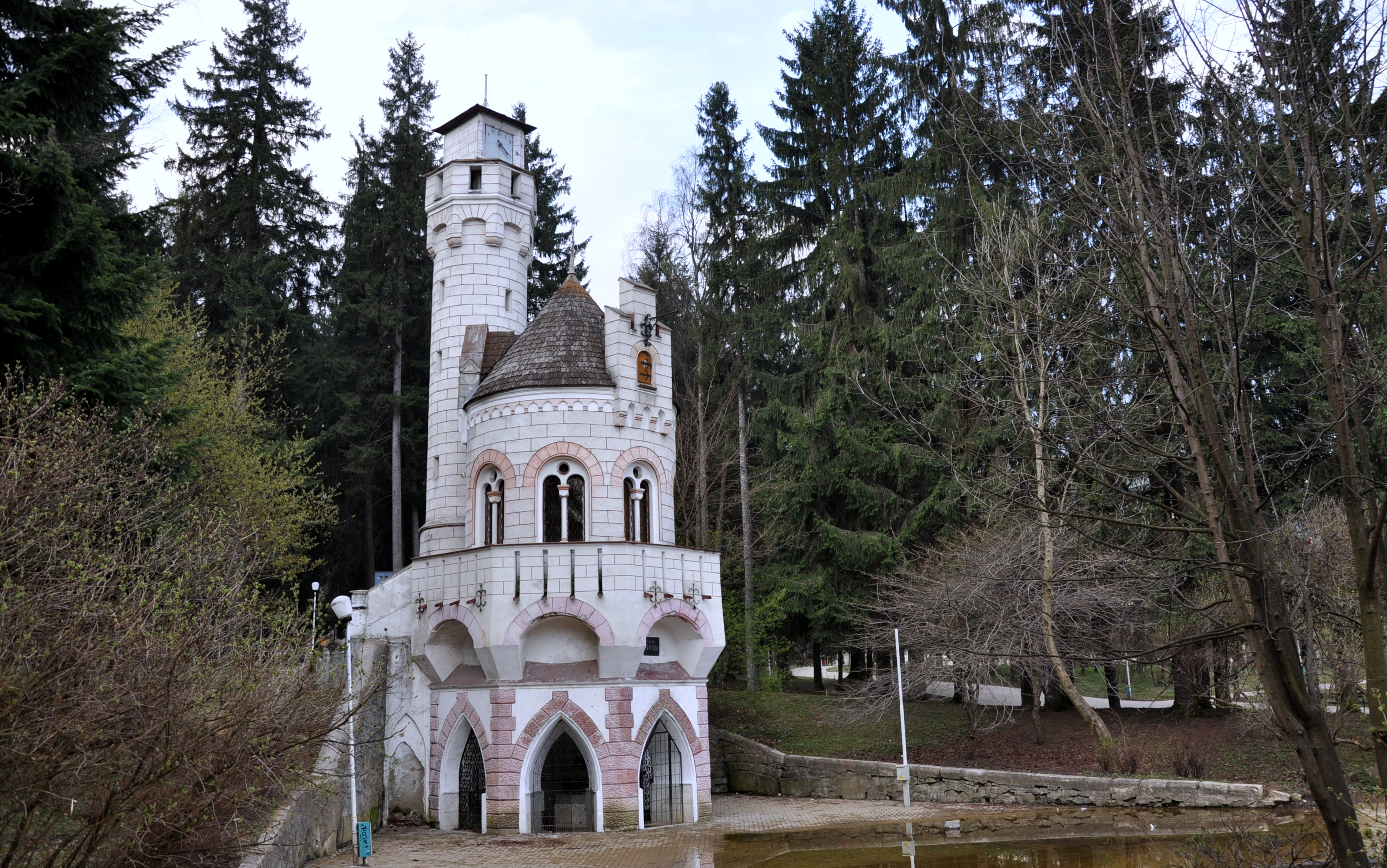
Primavera de Santinela
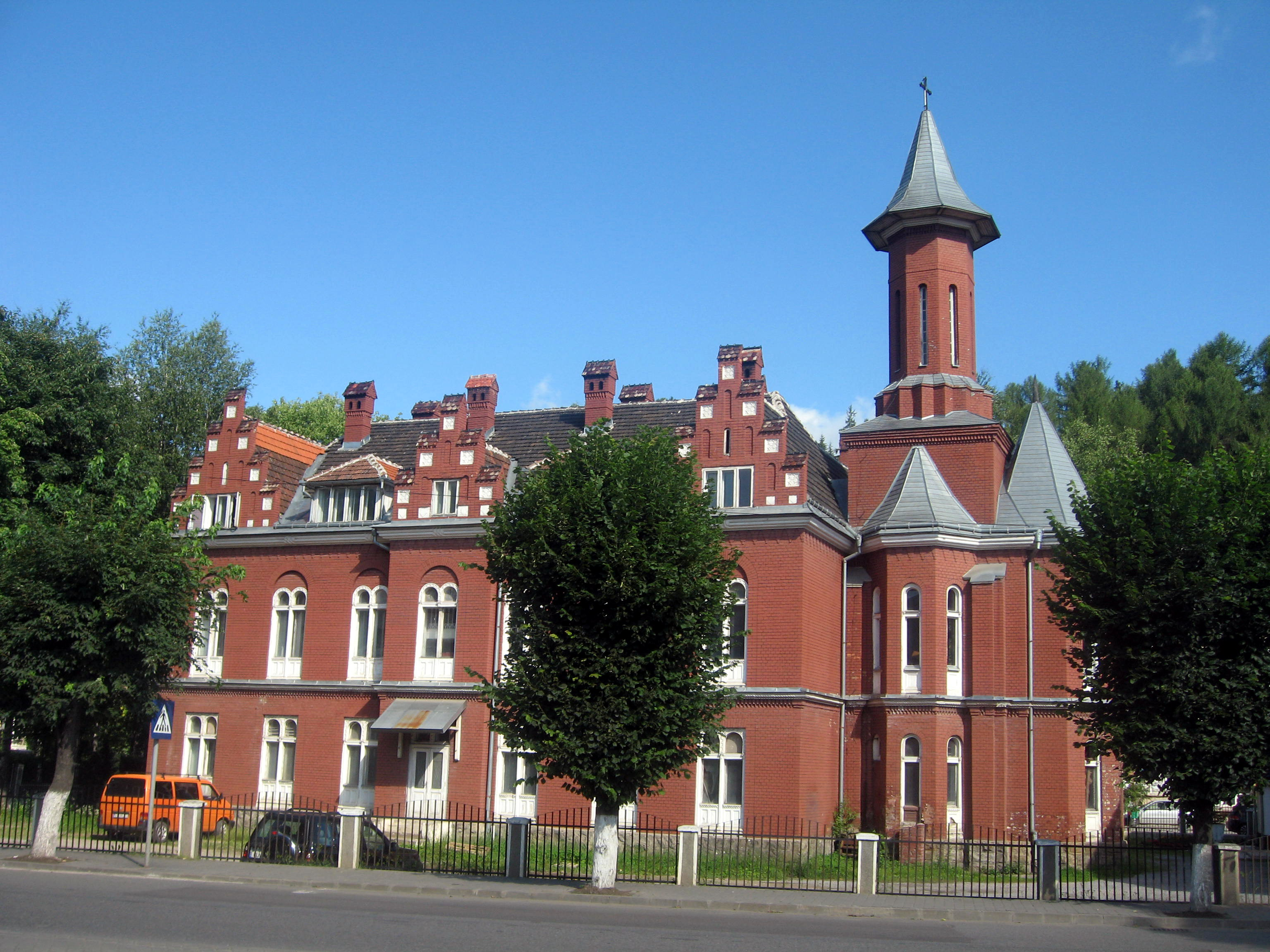
Vladimir House
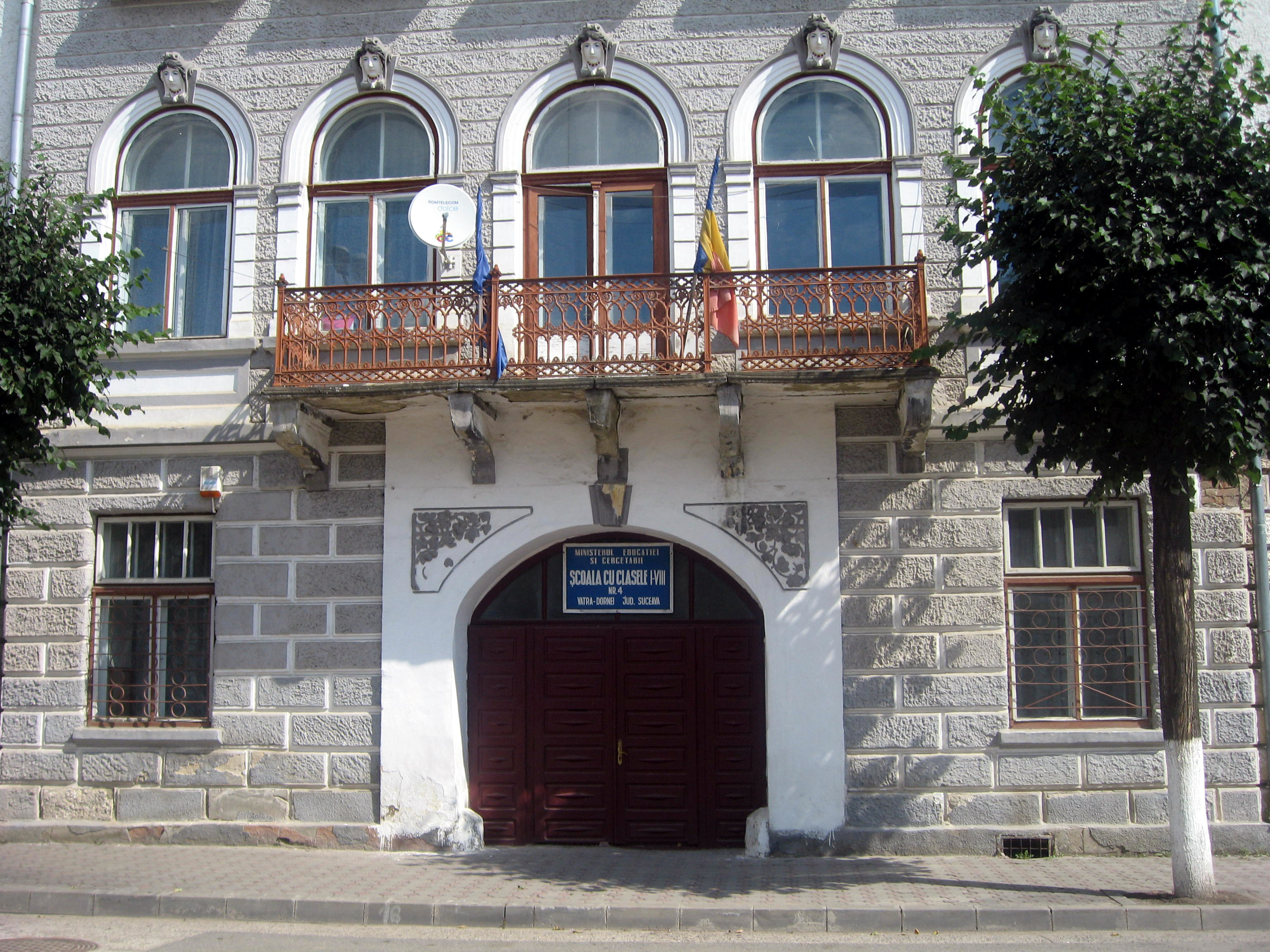
Escola primària nr. 4
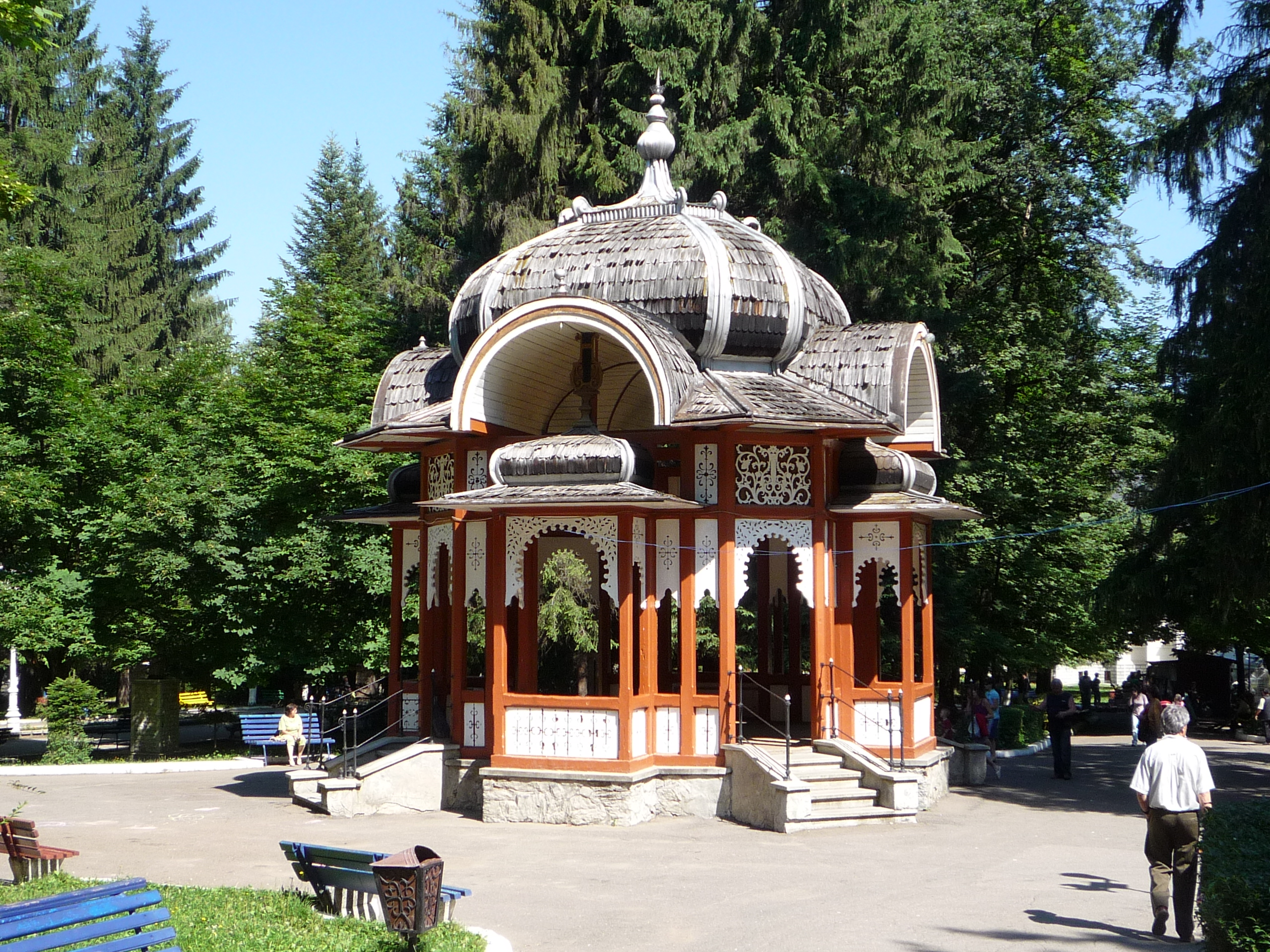
Pavelló japonès
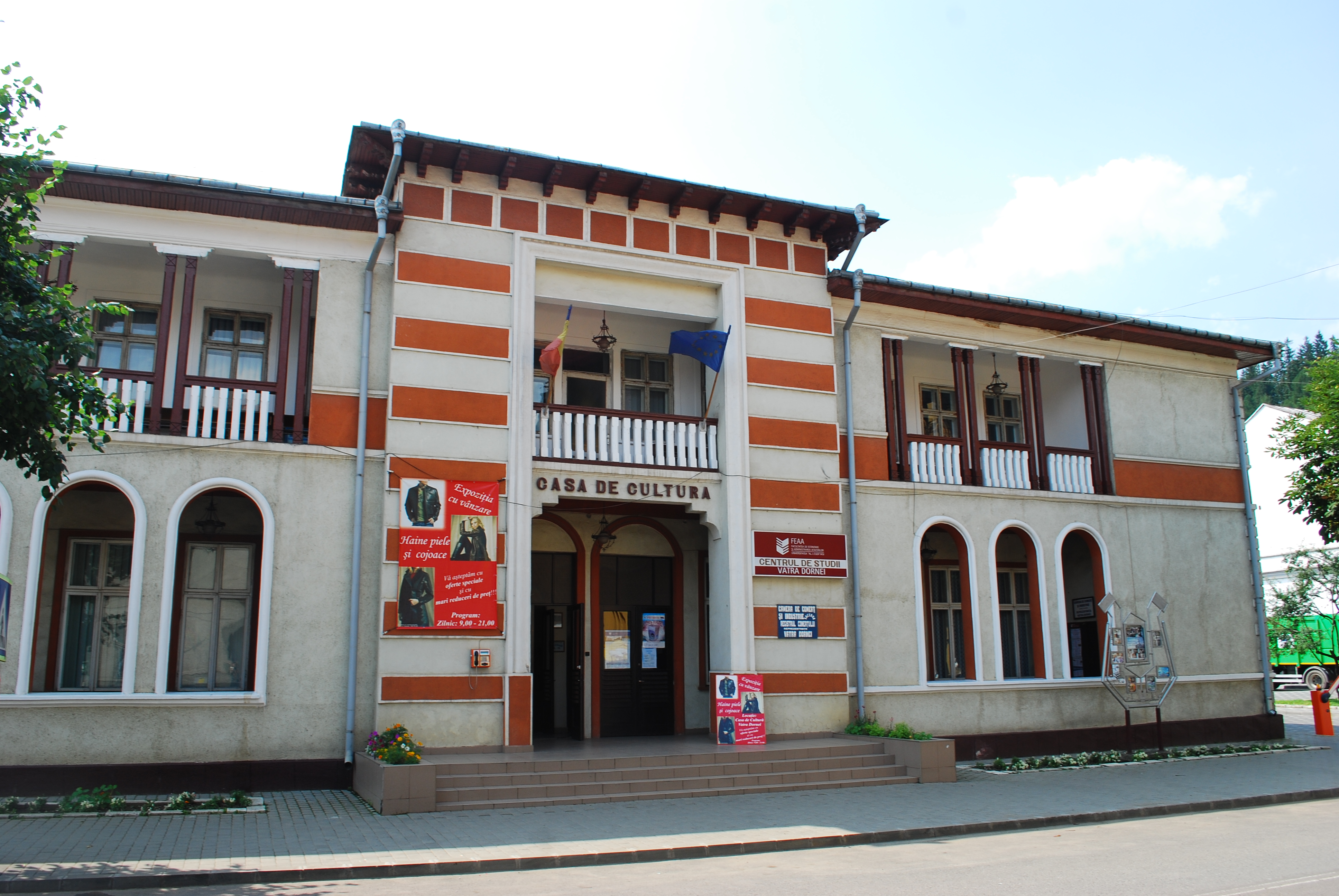
Casa de Cultura
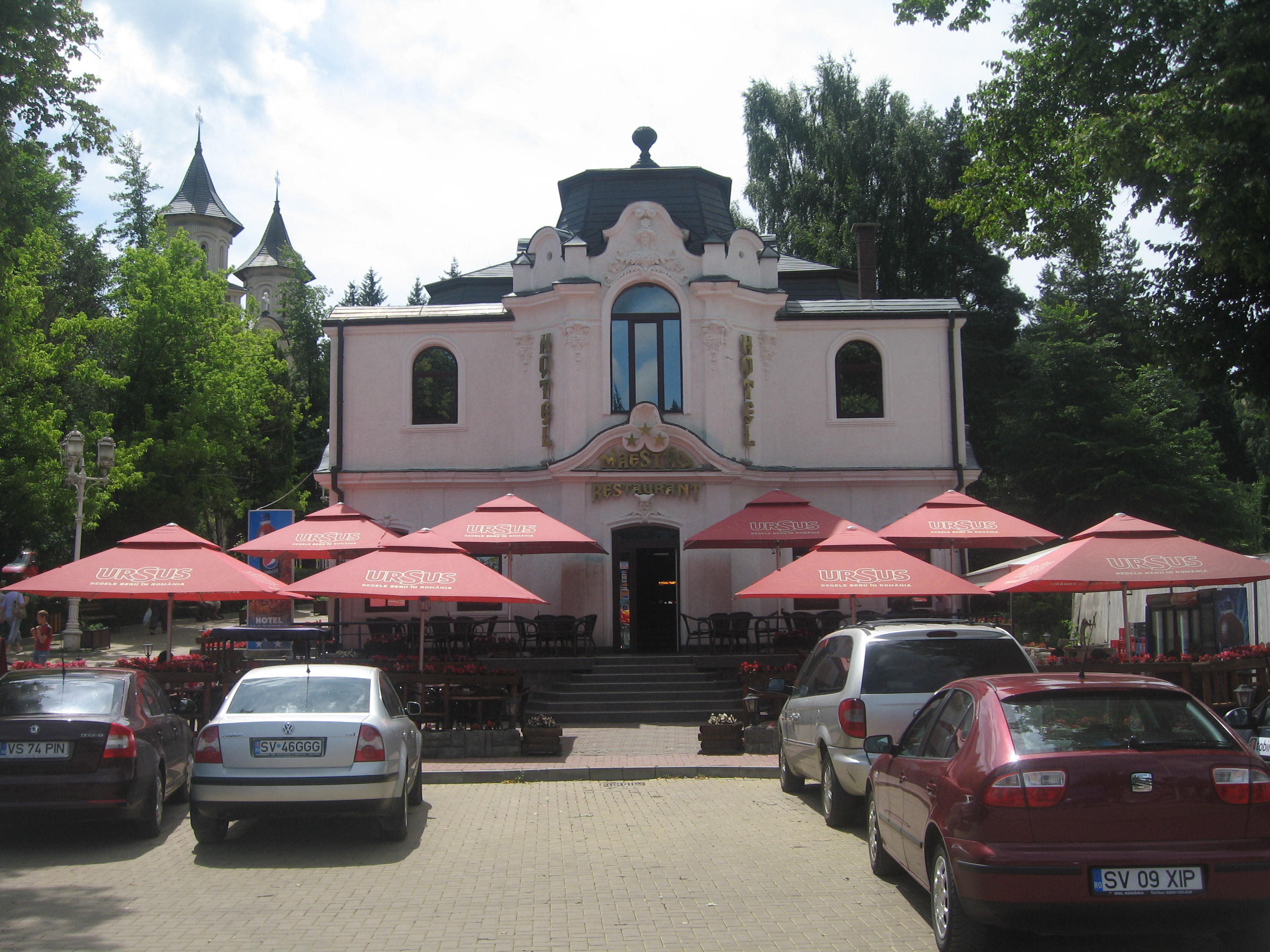
Unirea Spring
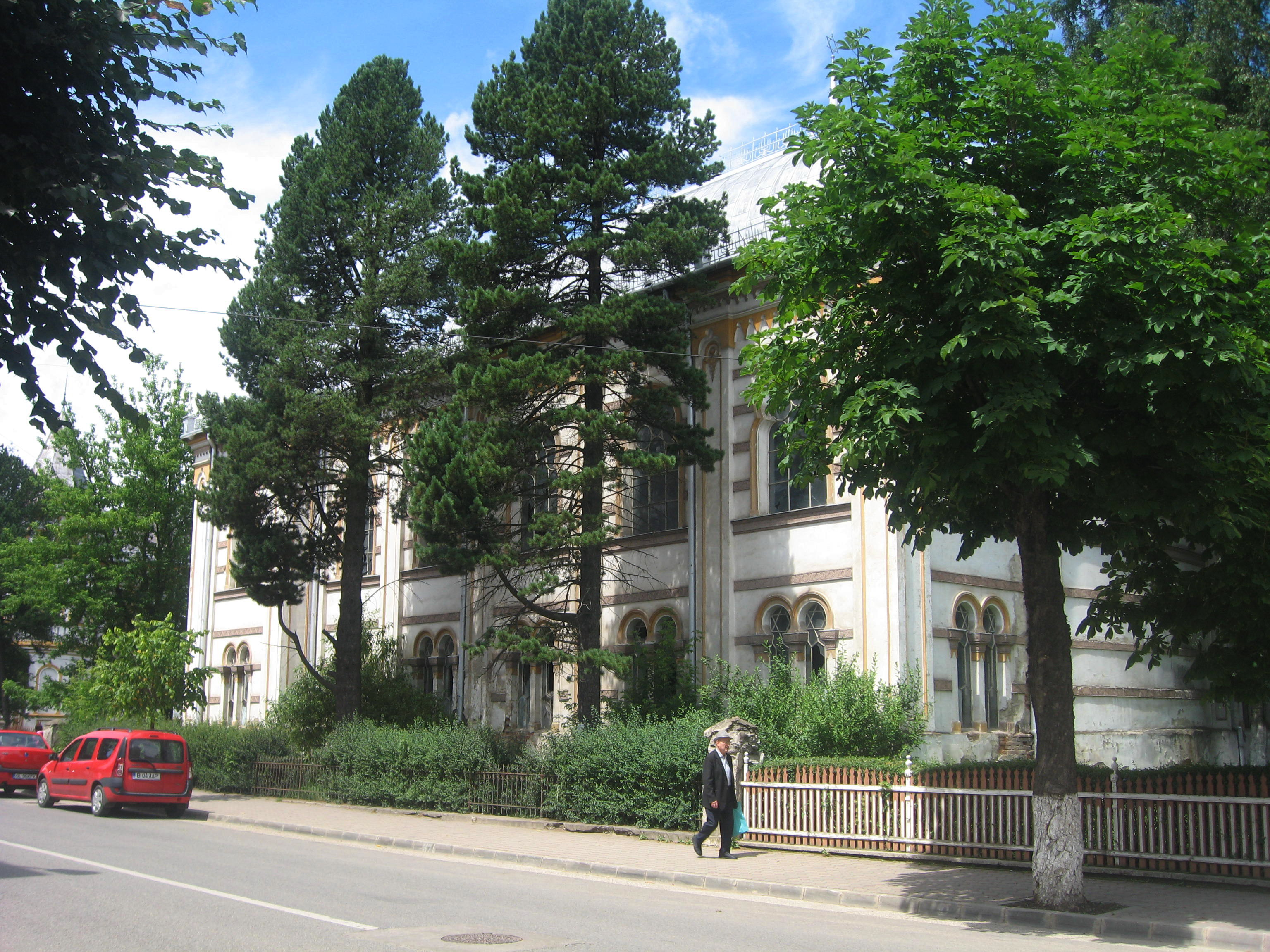
Gran temple jueu
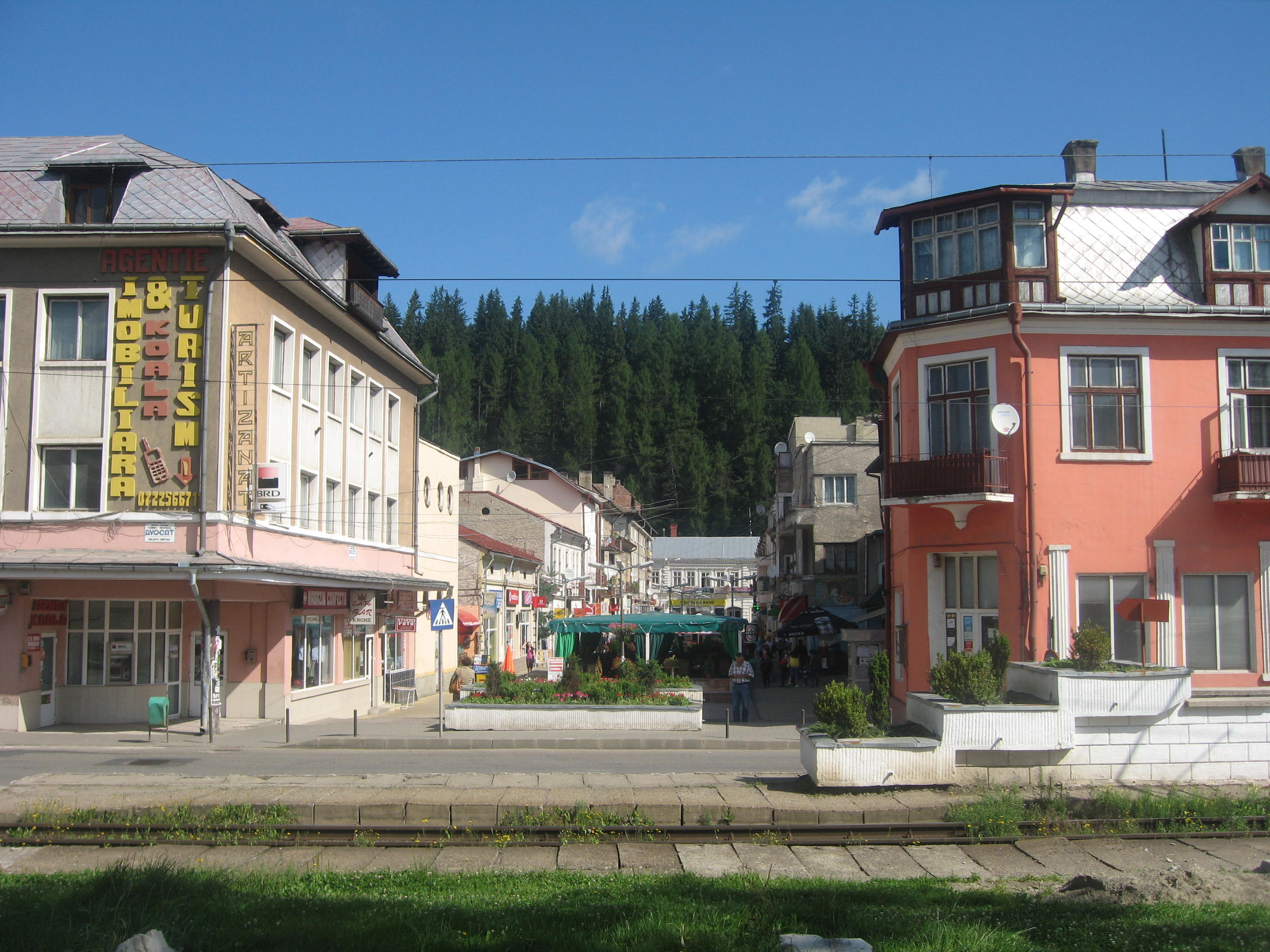
Carrer Luceafărul
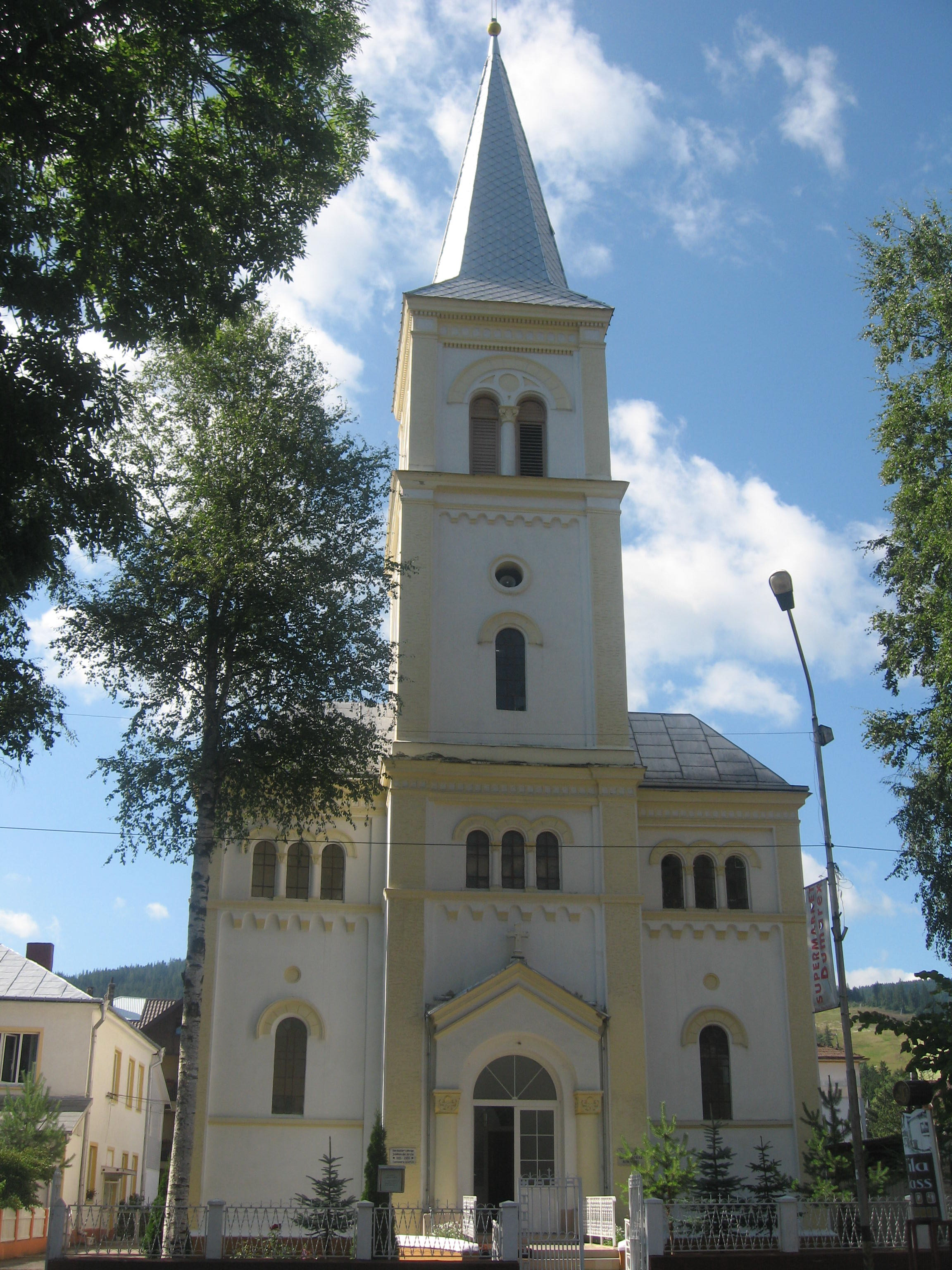
Església Catòlica Romana
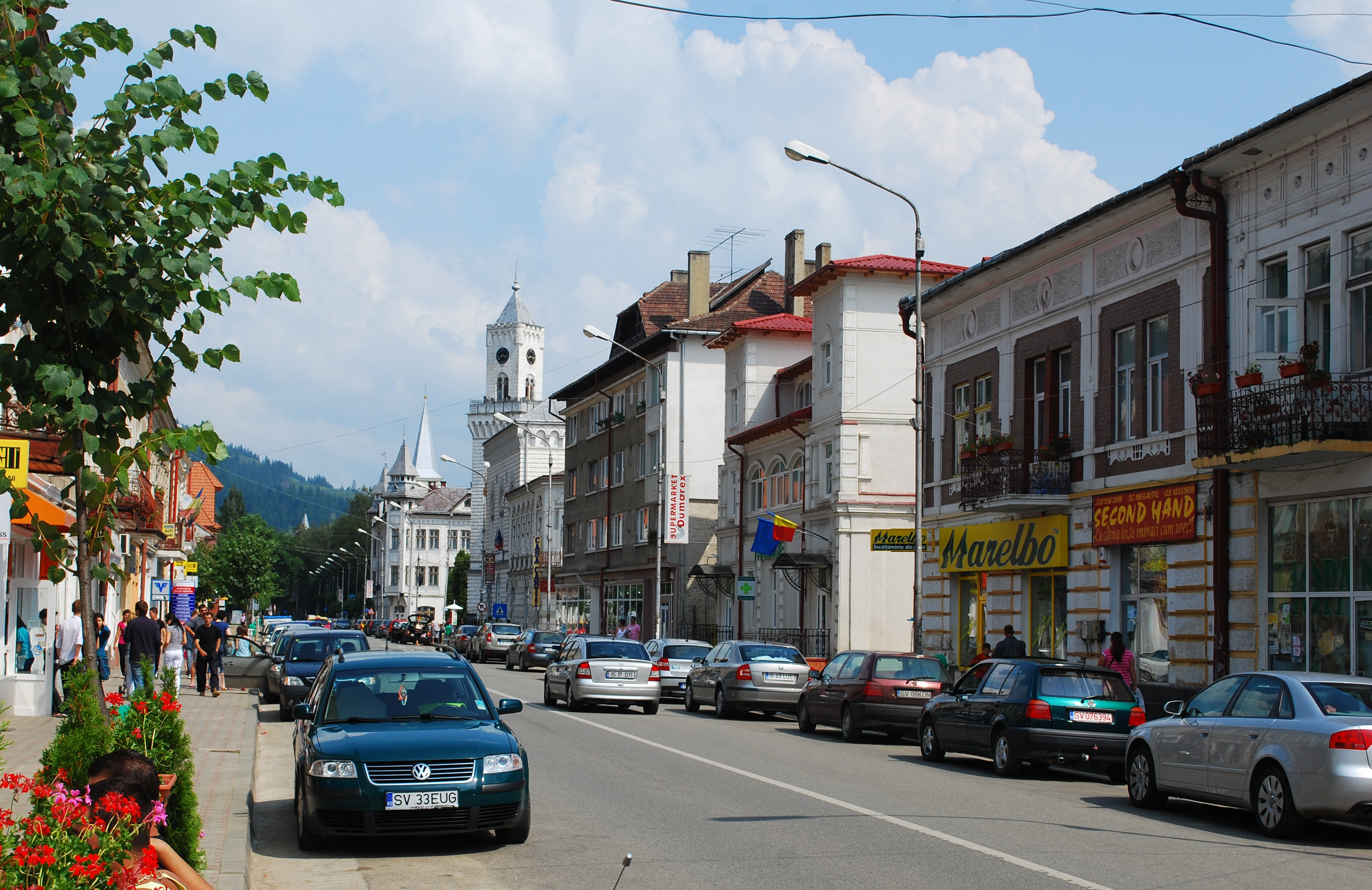
Carrer Mihai Eminescu, al centre de Vatra Dornei